# ترياري
كان الترياري (باللاتينية: Triarii) من العناصر المهمة في الفيالق الرومانية خلال العهد المبكر للجمهورية (من سنة 509 إلى 107 ق م). كان الترياري أكبر الجنود عمراً في الجيش الروماني، وكانوا أيضاً من أكثرهم ثراءً، لذلك كانوا قادرين على شراء معدات قتالية مرتفعة الثمن، فارتدوا الدروع المعدنيَّة الثقيلة وحملوا تروساً ضخمة. كان الموقع المعتاد للتياري في الفيلق هو صفَّ القتال الثالث في الجيش، ولذلك فلم يحدث كثيراً وأن يحصلوا على فرصةٍ للقتال، فالخطوط الأمامية تُجهِز في الغالب على العدوّ قبل أن يصل دورهم. من هذا المنطلق، كان يتوقَّع من الترياري أن يكونوا قوة الاحتياط الضاربة في المعركة، ومن هنا جاء القول الروماني القديم: "وصل الأمر إلى الترياري"، بمعنى استنفاذ جميع الحلول الأخرى الممكنة. خلال عهد ماركوس فوريوس كاميلوس كان يحارب الترياري ضمن التشكيلات السلامية بالجيش، يدعمهم جنود خفيفو التسليح.

## التاريخ والتوظيف
قد يكون تشكيل الترياري ظهر من طبقة الجنود القديمة الأولى في جيش المملكة الرومانية. فقد كانت الطبقة الأولى تضمُّ أثرى جنود الجيش، الذين كانوا يحملون في المعركة الرماح وصفائح حماية الصدر والتروس الكبيرة (وهي معدات غالية لم يكن يستطيع أي جندي توفير ثمنها)، مثلهم مثل محاربي الهوبليت الإغريق. خدم الترياري في أول أمرهم كجنود مشاةٍ ثقيلين، بحيث يوضعون في مقدّمة تشكيلاتٍ سلامية شديدة الضخامة. لكن يبدو أن قتال السامنيت والغاليِّين بعد فترةٍ قد علَّم الرومان أهمية المرونة وخفة حركة المقاتلين على أراضي إيطاليا الوعرة، لذلك حرَّكوا الترياري إلى خطوطهم الخلفية.

### الحقبة الكاميلية
بحلول القرن الرابع قبل الميلاد، كانت لا تزال الجمهورية الرومانية تعتمد على تنظيم التشكيلات العسكرية التقليدي الذي ورثته من عهد المملكة. ومع أنه كانت هناك شكوك حول مدى فعالية قوات الترياري حينها، إلا أنَّها نجحت بمواجهة خصوم روما المحليِّين في إيطاليا بسهولة. عندما غزا الغاليون إقليم إتروريا (وسط إيطاليا) في سنة 390 ق م، طلب سكانه المدد من روما، فاستجابت روما بإرسال قوات مساندة صغيرة، لكن الردَّ من الغاليين جاءَ بإطلاق هجوم عنيفٍ عليها. وقعت إثرَ ذلك معركة آليا، التي تدمَّر فيها الجيش الروماني بأكمله.
أدت هذه الهزيمة السَّاحقة إلى إصلاحاتٍ وتغييرات كثيرة في الدولة الرومانية، قادها ماركوس فوريوس كاميلوس. وفقاً للنظام الجديد الذي وضعه كاميلوس، تم تقسيم رجال الجيش الروماني إلى طبقاتٍ مختلفة حسب ثرائهم، وكان الترياري ثاني أغنى هذه الطبقات بعد فرسان الإكوايتس، فدق تم تسليحهم بالرماح الكبيرة التي يبلغ طولها مترين، وحملوا سيوفاً بطول نحو 85 سنتيمتراً، لاستعمالها في حال انكسر الرمح أو اقترب العدوُّ منهم كثيراً.
حارب الترياري بصفتهم مثيلاً لجنود الهوبليت الإغريق، فقد حملوا تروساً دائرية إغريقية كبيرة، وخوذاتٍ برونزية أحياناً ما تُزيَّن بعدد من الريش فوقها. كما وكان يرتدي معظم الترياري دروعاً صفائحية ثقيلة، مع أن العديد منهم ارتدوا درع السلاسل. كان كثيرٌ منهم يرسمون أو ينقشون صوراً لآبائهم وأجدادهم على دروعهم، لاعتقادهم أنها قد تجلب لهم الحظ في المعركة.
في هذا النوع الجديد من الفيالق الرومانية، أصبح يوجد 900 رجل ترياري في كل فيلق روماني، يتوزَّعون على 15 وحدة تضمُّ كل منها 60 رجلاً. كان يقف الرتياري في الصف الثالث بالفيلق، بعد صفَّي الهاستاتي والبرينسايبس (كلاهم من حملة الرماح) وأمام صفوف الروراري والأكسينسي (مشاة خفيفون يحلِّون مكان من يسقط بالمعركة من رجال). في المعارك الحقيقية، كان رجال يدعون الليفيز يقفون في مقدّمة الفيلق ويناوشون الأعداء بقذف رماحهم ليغطُّوا تقدم الهاستاتي - حملة الرماح - إلى الجيش العدو، ولم يكن ليتدخل الترياري إلا في حال فشل هذا الهجوم. فإذا لم يستطع الهاستاتي اختراق صفوف العدو، سيتراجعون ويتركون البرينسايبس - المشاة الأثقل والأكثر خبرةً - يتولُّون الأمر، أما إن فشل هؤلاء بدورهم، فإنهم يتراجعون ويتقدم مكانهم الترياري. من جهةٍ أخرى، كان يُستَعمل الإكوايتس - سلاح الفرسان - كجناحين للجيش لمطاردة الأعداء الهاربين.

### النظام البويليبي
عند وقت اندلاع الحرب البونيقية الثانية خلال نهاية القرن الثالث قبل الميلاد، أثبت النظام الكاميلي القديم في تنظيم الجيش أنه غير فعَّال بما يكفي لمحاربة جيوش قرطاجة. حدثت تغيُّرات عشوائية عديدة في تنظيم القوات الرومانية - بما فيها الترياري - بعد ذلك، حتى بدأ نظام جديد بالظهور تدريجياً، فقد أعيد ترتيب جنود المشاة في طبقاتٍ قائمة على أعمارهم وخبرتهم القتالية عوضاً عن ثرائهم، ومن هذه النقطة أصبحت الترياري هي أكثر القوات خبرةً في القتال. مع ذلك، ظلَّ عتادهم ودورهم في المعركة شبيهاً جداً بما كان عليه سابقاً، باستثناء أنَّهم أصبحوا يحملون ترس السكوتوم الكبير مستطيل الشكل، التي توفّر حمايةً أعلى من تروس clipeus الدائريَّة القديمة.
في هذا النظام الجديد، أصبح كل فيلق يتضمَّن 600 رجل ترياري فقط، يتم توزيعهم على 10 وحداتٍ تضم كل منها 60 رجلاً. مع ذلك، لم تتغير الكثير من الجوانب الأخرى، إذ بقي الترياري يشغلون الصفَّ الثالث من الجنود في الجيش، وظلُّوا يحاربون خلف صفَّي الهاستاتي والبرينسايبس، إلا أنَّه تم إلغاء قوات الروراري والأكسينسي خلفهم. وظلَّت تسير المعارك على النحو نفسه تقريباً، حيث يبدأ الليفيز المعركة بمناوشة الأعداء ليغطوا تقدُّم الهاستاتي، وإذا فشل هؤلاء باختراق صفوف العدو، فإنهم يتراجعون ليحلَّ مكانهم البرينسايبس (الذين أصبحوا يحملون السيوف عوضاً عن الرماح)، وأخيراً يأتي دور الترياري لتولّي أمر المعركة عند فشل جميع القوات الأخرى.
اتُّبع أسلوب القتال هذا بشكل شبه دائم، ولم يتم استبعاده إلى في حالات قليلة من أشهرها معركة السهول الكبرى ومعركة زامة. ففي الأولى، قرَّر سكيبيو - قائد القوات الرومانية - بدايةً أن يشكل رجاله بالأسلوب المُعتَاد، لكن بعد أن بدأ الهاستاتي بالاشتباك مع الصفوف الأمامية للأعداء، قرَّر إرسال البرينسايبس والترياري إلى جناحي الجيش، فنجح بدحر القرطاجيين وهزيمتهم. أما في زامة، فقد رتَّب سكيبيو جنوده بخطوطٍ عمودية جنباً إلى جنب، وترك بين كل خطين فراغاً واسعاً، وكان غرضه من هذا مقاومة الفيلة القرطاجية، التي اندفعت في هذه الفراغات فأصبحت هدفاً سهلاً لرماة رماح الليفيز، وقتل معظمها دون تكبيد الرومان خسائر كبيرة. وبعد الانتهاء من أمر الفيلة، عاد لتشكيل جنوده في صفوفٍ عرضيَّة، لكنه وضع قوات البرينسايبس والترياري بالوسط، بينما ترك للهاستاتي تولي جناحي الجيش، ليكونوا مستعدِّين للاشتباك مع مشاة القرطاجيين، وانتهت المعركة بانتصار الرومان.

### الإصلاحات الماريانية
أدخل غايوس ماريوس جملة كبيرة من الإصلاحات والتغييرات على الدولة الرومانية في سنة 107 ق م، كان الغرض منها معالجة نقص الطاقة البشرية في روما نتيجة الحرب مع يوغرطة جنوباً والقبائل الجرمانية شمالاً، وشملت هذه الإصلاحات إلغاء كل أشكال التقسيم الطبقي لوحدات الجيش، بما فيها الترياري. فقد ألغيت تماماً متطلَّبات العمر والثراء للانضمام إلى أي تشكيل عسكري، ولم يعد الانضمام إلى الجيش يعد خدمة إلزامية، إنما أصبح مهنة يدخلها من يريد باختياره، وبالتالي أصبحت الدولة تتولَّى تسليح جميع الجنود بمعدات موحَّدة عوضاً عن أن يشتروا معداتهم بأنفسهم. أصبحت تتولى قوات الاحتياط والقوات المحلية غير المنظَّمة الأدوار الثانوية في الجيش، مثل النبالة والمناوشة وسلاح الفرسان. ولم تعد بالتالي هناك حاجة لوجود الترياري أو غيرهم من القوات السابقة.